# Barrahel
Barrahel (în arabă برحال) este o comună din provincia Annaba, Algeria.
Populația comunei este de 22.631 de locuitori (2008).